# Eurocoelotes drenskii
Eurocoelotes drenskii är en spindelart som först beskrevs av Christo Deltshev 1990.  Eurocoelotes drenskii ingår i släktet Eurocoelotes och familjen mörkerspindlar.
Artens utbredningsområde är Bulgarien. Inga underarter finns listade i Catalogue of Life.